# Братья Могилевцевы
Братья Павел Семёнович (7 (19) июня 1844 — 23 октября (5 ноября) 1909) и Семён Семёнович (1842—1917) Могиле́вцевы — русские купцы-лесопромышленники 2-й половины XIX — начала XX века, меценаты, почётные граждане города Брянска (1905 и 1906 соответственно).

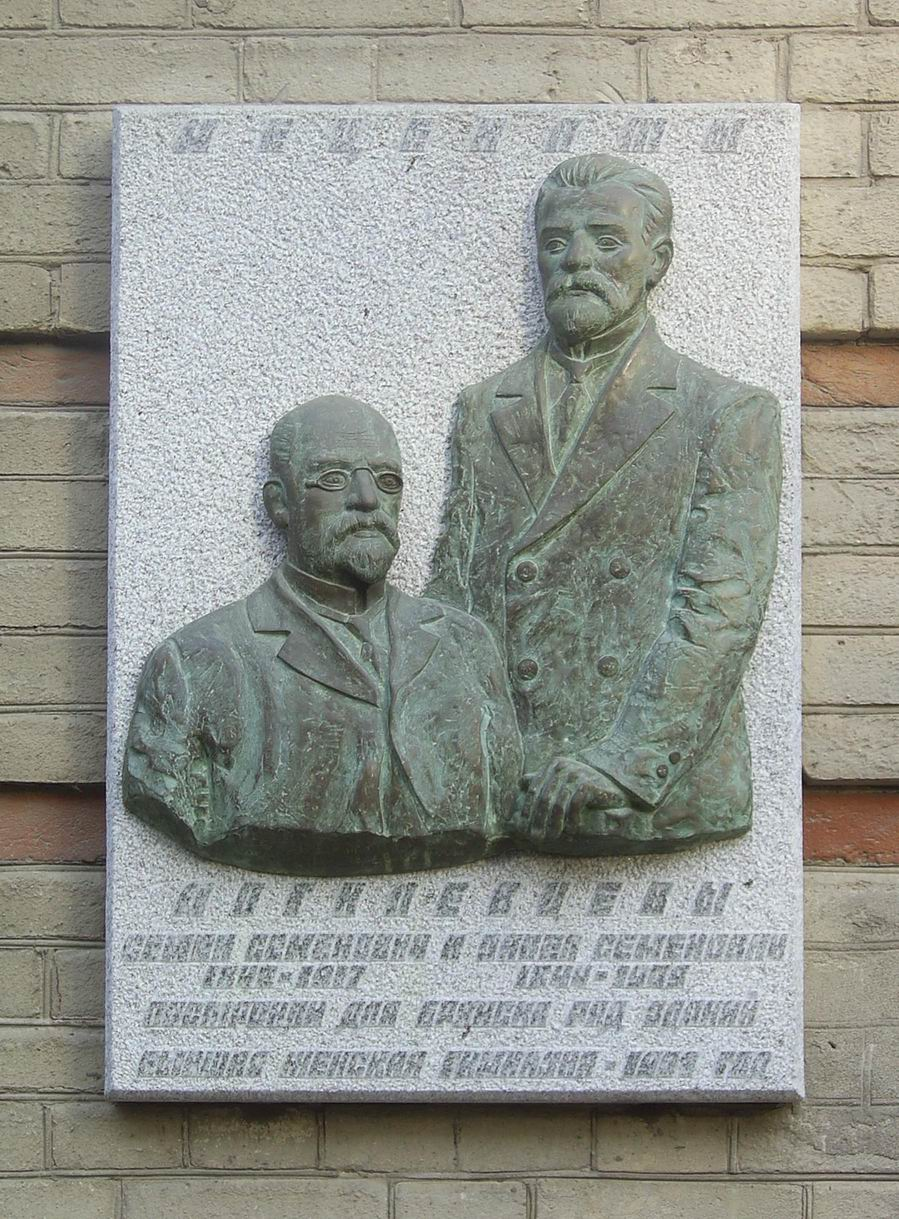
Мемориальная доска на здании бывшей женской гимназии в Брянске

## Биография
Происходили из старинного брянского купеческого рода, известного с XVIII века. Их дядя, Николай Васильевич Могилевцев, с 1838 г. был гласным Брянской городской думы, затем — бургомистром, а с 1856 года — городским головой.
Семён Семёнович Могилевцев окончил Новгород-Северскую гимназию. По окончании Петербургского университета, был определён нотариусом в г. Брянск, затем избран в Почётные Мировые Судьи и утвержден в этой должности Правительствующим Сенатом. С 1886 по 1897 гг. — казначей и директор Киевского Городского Кредитного общества. В 1901 году получил звание Коммерции советника. В 1903 году награждён орденом Святого Станислава III степени за пожертвования г. Брянску. В 1906 году удостоен звания Потомственного Почётного гражданина города Брянска.
Павел Семёнович Могилевцев получил домашнее образование. На протяжении 22 лет был гласным Брянской Городской думы и вёл активную благотворительную деятельность, за что награждён орденом Святой Анны. В 1905 году по указу Сената возведён в потомственные почётные граждане г. Брянска, вместе с женой Зинаидой и дочерью Валентиной.
Братья П. С. и С. С. Могилевцевы вели совместное дело (преимущественно торговля лесом и деревообработка) со своим старшим братом Николаем. Начиная с 1864 г., ими было построено несколько лесопильных заводов на берегу Десны в Брянске. С 1879 года С. С. Могилевцев в интересах бизнеса проживал преимущественно в Киеве.
В 1885 г., после смерти отца братьев, купца второй гильдии Семёна Васильевича Могилевцева, было учреждено «Товарищество Николая Семёновича Могилевцева с братьями» (при участии третьего брата, Н. С. Могилевцева) с капиталом 400000 рублей.
С конца XIX века Павел и Семён Могилевцевы избирались гласными Брянской городской думы. На прибыль, получаемую от своей деятельности, финансировали строительство водопровода (1905), больниц (1890, 1911), построили и подарили городу здания женской (1907) и мужской (1913) гимназий, ремесленной (1908) и торговой (1909) школ, родильного приюта (1910), много средств жертвовали в пользу храмов и на обучение детей бедных горожан. Большинство зданий, строительство которых финансировали братья Могилевцевы, было сооружено по проектам архитектора Н. А. Лебедева.

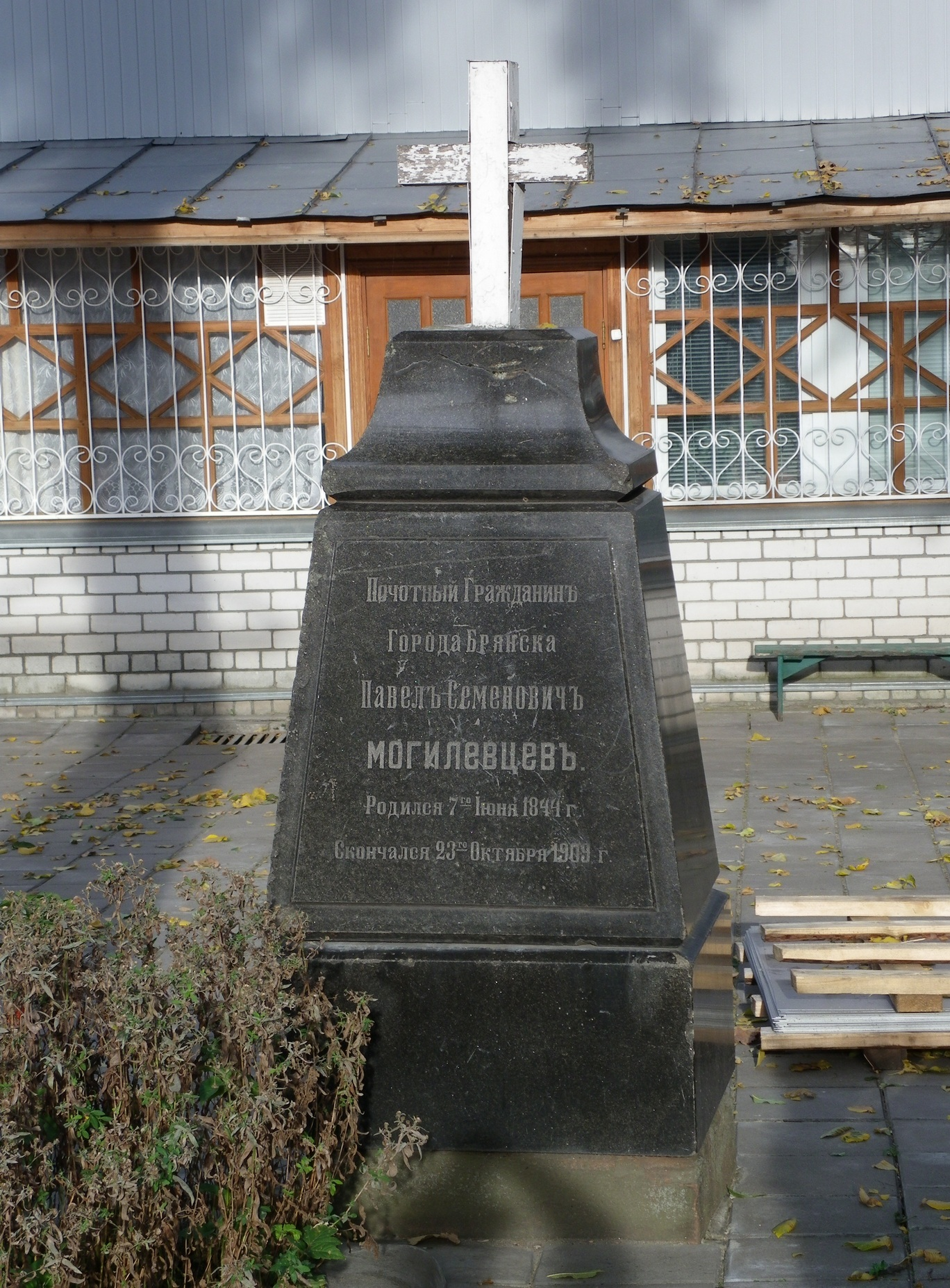
Фрагмент надгробия П. С. Могилевцева в Петропавловском монастыре

Николай Семёнович и Павел Семёнович Могилевцевы похоронены на территории Петропавловского монастыря в Брянске; место захоронения Семёна Семёновича Могилевцева неизвестно (возможно, похоронен в Киеве).

## Память
После смерти Павла Могилевцева (октябрь 1909 г.), Брянская городская Дума приняла решение об увековечении его памяти путём установки бюста в одном из скверов города и переименования части улицы Московской в улицу братьев Могилевцевых. При выборе места для установки бюста, обсуждался вариант размещения бюста в городском сквере напротив женской гимназии, но выбор пал на Павловский парк. Бюст был установлен и торжественно открыт 29 июня (12 июля) 1915 года, однако после установления Советской власти демонтирован и утрачен; в 1953 году на его постаменте установлен бюст партизанского командира Д. Е. Кравцова. 
С конца 1990-х гг. вопрос восстановления памятника Павлу Могилевцеву вновь широко обсуждается общественностью города.
В 2007 году на здании бывшей женской гимназии (ул. Карла Маркса, 2) установлена мемориальная доска в честь братьев Могилевцевых.
В средней школе № 18 г. Брянска действует музей, посвящённый братьям Могилевцевым.
С декабря 2007 года в Брянске действует Брянский региональный общественный благотворительный Фонд имени братьев Могилевцевых, основная цель которого — возрождение традиций благотворительности. В рамках книгоиздательской деятельности Фонда издано 8 книг в серии «Историко-культурное наследие Брянщины». Фонд стал инициатором проведения двух международных конференций, посвященных истории брянской благотворительности. Продолжая традиции известных брянских меценатов, Фонд учредил именные стипендии (на сегодняшний день 50 человек являются стипендиатами Фонда).